# Gil Amelio
Gilbert "Gil" Amelio, född 1 mars 1943 i New York, var verkställande direktör (VD) för företaget National Semiconductor mellan 1991 och 1996, därefter VD för företaget Apple Computer mellan 1996 och 1997. Gil Amelio efterträddes av Steve Jobs.